# Centrarchus macropterus
Centrarchus macropterus és una espècie de peix pertanyent a la família dels centràrquids i l'única del gènere Centrarchus.

## Descripció
- Pot arribar a fer 29,2 cm de llargària màxima (normalment, en fa 13) i 560 g de pes.[3]

## Alimentació
Menja principalment hemípters i Corixidae.

## Depredadors
És depredat per la perca americana (Micropterus salmoides).

## Hàbitat
És un peix d'aigua dolça, demersal i de clima temperat (12 °C-22 °C; 42°N-29°N), el qual viu en llacs amb vegetació, pantans, estanys i gorgs de rierols i petits rius.

## Distribució geogràfica
Es troba a Nord-amèrica: des de la conca del riu Potomac a Maryland fins a Florida i el riu Trinity (Texas).

## Longevitat
La seua esperança de vida és de 6 anys.

## Observacions
És inofensiu per als humans.